# ヤール・ルンドクヴィスト
ヤール・フリチオフ・ルンドクヴィスト(フィンランド語:Jarl Frithiof Lundqvist、1896年8月15日 - 1965年9月23日)はフィンランドの空軍軍人。最終階級は空軍中将。
ルンドクヴィストは1932年9月8日から1945年6月29日までフィンランド空軍司令官を務め、第二次世界大戦では冬戦争や継続戦争などの対ソ連戦で活躍した。
戦後、1945年から1946年までフィンランド国防軍の参謀総長を務めた。